# Université de Jilin
Pour les articles homonymes, voir JLU.
L'université du Jílín (JLU ; chinois simplifié : 吉林大学 ; pinyin : Jílín dàxué) est une université publique, fondée en 1946 et basée à Changchun, dans la province de Jílín, dans le Nord-Est de la République populaire de Chine.
Sa devise est « Avoir l'esprit pratique, innover, être déterminé, planifier avec insistance » (求实、创新、励志、图强).  
Le campus de Zhūhǎi de l'université de Jílín (吉林大学珠海学院, Jílín dàxué Zhūhǎi xuéyuàn), situé à Zhūhǎi dans la province du Guangdong, lui est rattaché. L'université du Jilin fait partie du programme 211 et est généralement classée dans les dix premières universités en Chine continentale (10e rang en 2012 et 8e rang en 2013 selon le classement du China Education Center.
L'université dispose depuis avril 2006 d'un institut dédié aux projets d'intérêt militaire.   

## Coopération avec la France
En 2013, l'Université du Jilin a développé des échanges académiques avec Sciences Po Toulouse pour les programmes anglophones de l'école.

## Lien externe

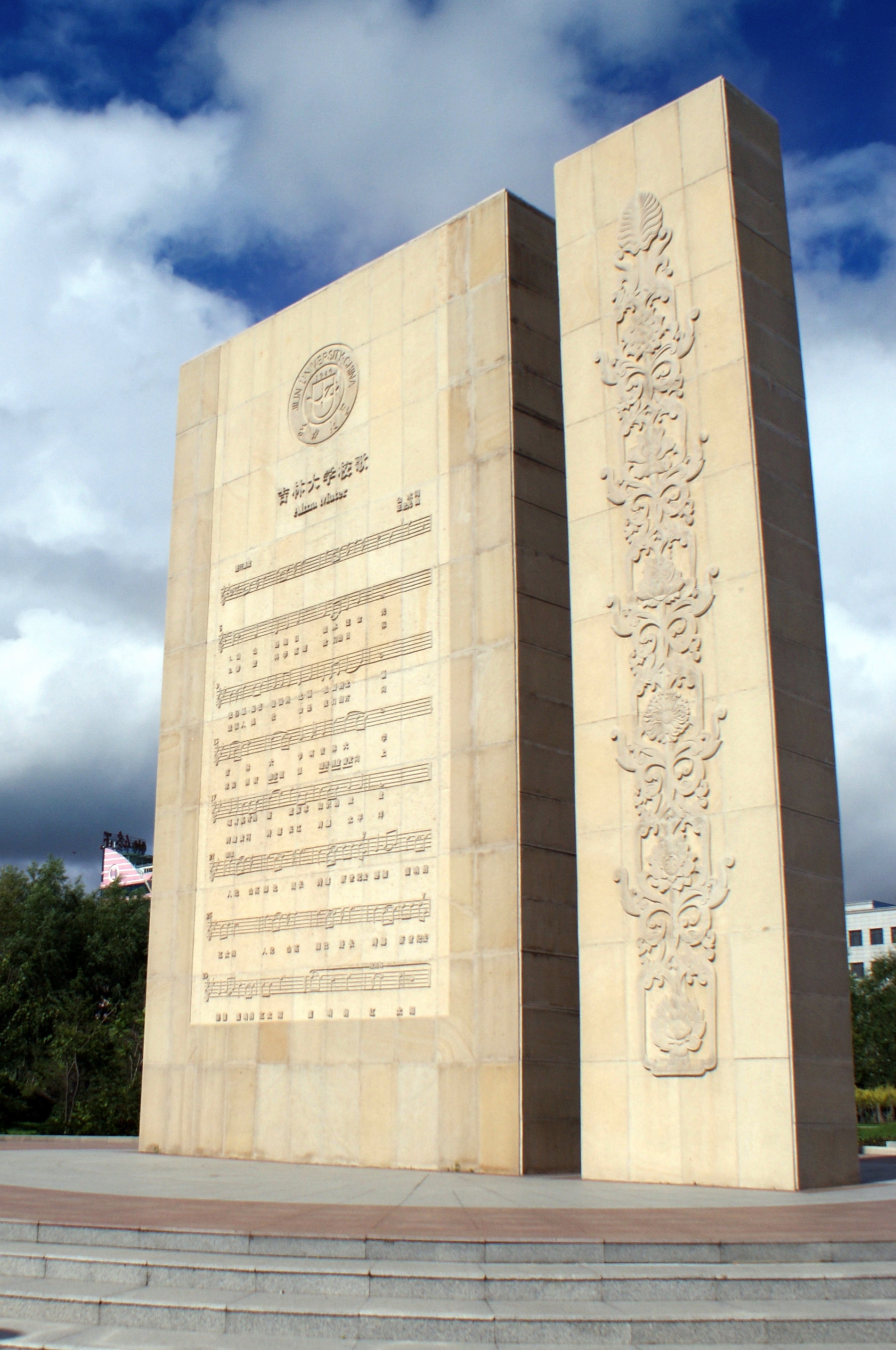
Cénotaphe de l'université du Jílín.